# Eccellenza Campania 2021-2022
Il campionato italiano di calcio di Eccellenza regionale 2021-2022 è la trentunesima edizione del campionato di Eccellenza. Rappresenta il quinto livello del campionato italiano e il primo a livello regionale.

## Stagione
Il campionato di Eccellenza Campania è suddiviso in tre gironi da quattordici squadre: il girone A comprende sei società della città metropolitana di Napoli (area nord-occidentale), sette della provincia di Avellino e una di Benevento; il girone B è costituito da undici società della  città metropolitana di Napoli (area sud-orientale) e da tre della provincia di Caserta; il girone C è composto da dodici club della provincia di Salerno e da due della città metropolitana di Napoli.
La competizione è suddivisa in due fasi: la stagione regolare e il post-campionato (play-off e play-out). Durante la prima fase in ciascun girone le squadre si affrontano in gare di andata e ritorno, per un totale di 26 incontri per squadra; vengono assegnati tre punti per la vittoria, uno per il pareggio e zero per la sconfitta. Al termine della stagione regolare la squadra che totalizza più punti nel proprio girone è ammessa alla Serie D, mentre la squadra che ne totalizza di meno nel proprio girone è retrocessa in Promozione. Nel caso in cui si verifichino le condizioni necessarie, le squadre classificate dal secondo al quinto posto di ciascun girone disputano i play-off, mentre quelle classificate dal quintultimo al penultimo posto di ciascun girone i play-out; al termine del post-campionato, la squadra vincitrice dei play-off del proprio girone è ammessa ai play-off nazionali, mentre le due squadre sconfitte nei play-out del proprio girone sono retrocesse in Promozione.
In particolare, se il distacco tra le squadre 2ª e 5ª classificata è pari o superiore a 10 punti, l’incontro di play-off non verrà disputato e la società 2ª classificata passerà al turno successivo.
Se il distacco tra le squadre 3ª e 4ª classificata è pari o superiore a 10 punti, l’incontro di play-off non verrà disputato e la società 3ª classificata passerà al turno successivo.
Se il distacco tra le squadre 2ª e 3ª classificata è pari o superiore a 10 punti, gli incontri di play-off non verranno disputati e la società 2ª classificata accederà direttamente alla fase successiva.
Se, poi, al termine del Campionato, ci fosse un caso di parità di punteggio tra due squadre, il titolo sportivo in competizione è assegnato mediante spareggio da effettuarsi sulla base di un'unica gara in campo neutro, con eventuali tempi supplementari e calci di rigore.
Per quanto riguarda le gare di play-off e play-out, in caso di parità di punteggio al termine di ognuna delle gare, si procederà alla disputa di due tempi supplementari di quindici minuti ciascuno, ma non dei tiri di rigore, poiché, in caso di parità di punteggio al termine dei supplementari, sarà considerata vincente la società in migliore posizione di classifica (anche a seguito della compilazione della cosiddetta classifica avulsa), a conclusione della stagione regolare.

## Girone A

### Squadre partecipanti
| Club                               | Città                  | Stadio                                   | Stagione precedente          |
| ---------------------------------- | ---------------------- | ---------------------------------------- | ---------------------------- |
| A.S.D. AC Ottaviano                | Ottaviano (NA)         | Stadio Comunale                          | 5º in Promozione Campania/D  |
| A.S.D. Audax Cervinara Calcio 1935 | Cervinara (AV)         | Stadio Canada-Roberto Cioffi             | 6º in Eccellenza Campania/B  |
| S.S.D. Città di Avellino           | Avellino               | Stadio Annino Roca                       | 5º in Eccellenza Campania/D  |
| A.S.D. Forza e Coraggio Bn         | Benevento              | Stadio G. Ocone (Ponte)                  | 11º in Promozione Campania/A |
| A.S.D. Polisportiva Grotta 1984    | Grottaminarda (AV)     | Stadio Comunale Tratturo                 | 10º in Eccellenza Campania/B |
| F.C.D. Lions MM Montemiletto       | Montemiletto (AV)      | Stadio Comunale                          | 6º in Eccellenza Campania/D  |
| U.S.D. Palmese 1914                | Palma Campania (NA)    | Stadio Comunale                          | 3º in Eccellenza Campania/D  |
| A.S.D. Polisportiva Dil. Lioni     | Lioni (AV)             | Stadio Nino Iorlano                      | 14º in Eccellenza Campania/B |
| A.S.D. Calcio Pomigliano           | Pomigliano d'Arco (NA) | Stadio Ugo Gobbato                       | 4º in Eccellenza Campania/C  |
| A.S.D. Pol. Real Acerrana 1926     | Acerra (NA)            | Stadio Arcoleo                           | 2º in Eccellenza Campania/A  |
| A.S.C.D. Saviano 1960              | Saviano (NA)           | Stadio Peppino Pierro                    | 9º in Eccellenza Campania/B  |
| U.S.D. Virtus Avellino 2013        | Avellino               | Stadio Comunale G. Ambrosini (Venticano) | 1º in Eccellenza Campania/B  |
| Virtus Campania                    | Napoli                 | Stadio Paolo Borsellino (Volla)          | 5º in Eccellenza Campania/A  |
| U.S.D. Vis Ariano Accadia          | Ariano Irpino (AV)     | Stadio Silvio Renzulli                   | 6º in Eccellenza Campania/A  |

### Classifica finale
|  | Pos. | Squadra               | Pt | G  | V  | N | P  | GF | GS | DR  |
|  | ---- | --------------------- | -- | -- | -- | - | -- | -- | -- | --- |
|  | 1.   | Palmese               | 55 | 26 | 16 | 7 | 3  | 46 | 18 | 28  |
|  | 2.   | Audax Cervinara       | 54 | 26 | 16 | 6 | 4  | 51 | 27 | 24  |
|  | 3.   | Lions MM Montemiletto | 52 | 26 | 15 | 7 | 4  | 56 | 21 | 35  |
|  | 4.   | Polisportiva Grotta   | 47 | 26 | 14 | 5 | 7  | 37 | 21 | 16  |
|  | 5.   | Acerrana              | 44 | 26 | 13 | 5 | 8  | 40 | 28 | 12  |
|  | 6.   | Polisportiva Lioni    | 42 | 26 | 12 | 6 | 8  | 36 | 24 | 12  |
|  | 7.   | Virtus Avellino       | 40 | 26 | 12 | 4 | 10 | 46 | 41 | 5   |
|  | 8.   | Pomigliano            | 37 | 26 | 11 | 4 | 11 | 37 | 38 | -1  |
|  | 9.   | Virtus Campania       | 36 | 26 | 10 | 6 | 10 | 23 | 29 | -6  |
|  | 10.  | Saviano               | 36 | 26 | 11 | 3 | 12 | 31 | 39 | -8  |
|  | 11.  | Città di Avellino     | 32 | 26 | 9  | 5 | 12 | 31 | 40 | -9  |
|  | 12.  | AC Ottaviano          | 18 | 26 | 5  | 3 | 18 | 17 | 45 | -28 |
|  | 13.  | Forza e Coraggio Bn   | 14 | 26 | 3  | 5 | 18 | 20 | 53 | -33 |
|  | 14.  | Vis Ariano Accadia    | 4  | 26 | 0  | 4 | 22 | 16 | 64 | -48 |

Legenda:
      Candidata ad essere promossa in Serie D 2021-2022.
  Ammesse ai play-off o ai play-out.
      Retrocessa in Promozione 2021-2022.
Regolamento:
Tre punti a vittoria, uno a pareggio, zero a sconfitta.

### Risultati

#### Tabellone
Ogni riga indica i risultati casalinghi della squadra segnata a inizio della riga, contro le squadre segnate colonna per colonna (che invece avranno giocato l'incontro in trasferta). Al contrario, leggendo la colonna di una squadra si avranno i risultati ottenuti dalla stessa in trasferta, contro le squadre segnate in ogni riga, che invece avranno giocato l'incontro in casa.
|                            | AOT  | AUD  | CAV  | FCB  | LIO  | PAL  | PGR  | PLI  | POM  | RAC  | SAV  | VAV  | VCP  | VIS  |
| -------------------------- | ---- | ---- | ---- | ---- | ---- | ---- | ---- | ---- | ---- | ---- | ---- | ---- | ---- | ---- |
| AC Ottaviano               | –––– | -    | -    | -    | -    | -    | -    | -    | -    | -    | -    | -    | -    | -    |
| Audax Cervinara            | -    | –––– | -    | -    | -    | -    | -    | -    | -    | -    | -    | -    | -    | -    |
| Città di Avellino          | -    | -    | –––– | -    | -    | -    | -    | -    | -    | -    | -    | -    | -    | -    |
| Forza e Coraggio Bn        | -    | -    | -    | –––– | -    | -    | -    | -    | -    | -    | -    | -    | -    | -    |
| Lions MM Montemiletto      | -    | -    | -    | -    | –––– | -    | -    | -    | -    | -    | -    | -    | -    | -    |
| Palmese                    | -    | -    | -    | -    | -    | –––– | -    | -    | -    | -    | -    | -    | -    | -    |
| Polisportiva Grotta        | -    | -    | -    | -    | -    | -    | –––– | -    | -    | -    | -    | -    | -    | -    |
| Polisportiva Lioni         | -    | -    | -    | -    | -    | -    | -    | –––– | -    | -    | -    | -    | -    | -    |
| Pomigliano                 | -    | -    | -    | -    | -    | -    | -    | -    | –––– | -    | -    | -    | -    | -    |
| Real Acerrana              | -    | -    | -    | -    | -    | -    | -    | -    | -    | –––– | -    | -    | -    | -    |
| Saviano                    | -    | -    | -    | -    | -    | -    | -    | -    | -    | -    | –––– | -    | -    | -    |
| Virtus Avellino            | -    | -    | -    | -    | -    | -    | -    | -    | -    | -    | -    | –––– | -    | -    |
| Virtus Campania Ponticelli | -    | -    | -    | -    | -    | -    | -    | -    | -    | -    | -    | -    | –––– | -    |
| Vis Ariano Accadia         | -    | -    | -    | -    | -    | -    | -    | -    | -    | -    | -    | -    | -    | –––– |

### Spareggi

#### Play-out
|         | Risultati |                   | Luogo e data            |
| ------- | --------- | ----------------- | ----------------------- |
| Saviano | 2-0       | Città di Avellino | Saviano, 30 aprile 2022 |

## Girone B

### Squadre partecipanti
| Club                                 | Città                   | Stadio                             | Stagione precedente          |
| ------------------------------------ | ----------------------- | ---------------------------------- | ---------------------------- |
| A.S.D. Albanova Calcio               | Casal di Principe (CE)  | Stadio Angelo Scalzone             | 3º in Eccellenza Campania/A  |
| A.S. Barano Calcio                   | Barano d'Ischia (NA)    | Stadio Don Luigi Di Iorio          | 5º in Eccellenza Campania/B  |
| A.S.D. Calcio Frattese 1928          | Frattamaggiore (NA)     | Stadio Pasquale Janniello          | 3º in Eccellenza Campania/A  |
| A.S.S.C. Ercolanese                  | Ercolano (NA)           | Stadio Raffaele Solaro             | Prima Categoria              |
| S.S.D. Ischia Calcio                 | Ischia (NA)             | Stadio Enzo Mazzella               | 1° in Promozione Campania/B  |
| A.S.D. Maddalonese 1919              | Maddaloni (CE)          | Stadio Comunale Capuccini          | 2° in Promozione Campania/A  |
| A.S.D. Mondragone                    | Mondragone (CE)         | Stadio Salvatore Gregorio Conte    | 7º in Eccellenza Campania/A  |
| C.S.D.S. Napoli United               | Mugnano di Napoli (NA)  | Stadio Alberto Vallefuoco          | 6º in Eccellenza Campania/A  |
| C.S. Neapolis                        | Mugnano di Napoli (NA)  | Stadio Alberto Vallefuoco          | 2º in Promozione Campania/C  |
| A.S.D. Nuova Napoli Nord             | Napoli                  | Stadio Simpatia                    | 14º in Eccellenza Campania/A |
| A.S.D. Puteolana 1902                | Pozzuoli (NA)           | Stadio Domenico Conte              | 2º in Eccellenza Campania/B  |
| A.S.D. Real Forio 2014               | Forio (NA)              | Stadio Salvatore Calise            | 4º in Eccellenza Campania/B  |
| A.S.D. A.C. Sant' Antonio Abate 1971 | Sant'Antonio Abate (NA) | Stadio Comunale (Casola di Napoli) | 3º in Promozione Campania/D  |
| Unione Sportiva Savoia 1908          | Torre Annunziata (NA)   | Stadio Alfredo Giraud              | 3º in Serie D/G              |

### Classifica finale
|  | Pos. | Squadra            | Pt | G  | V  | N | P  | GF | GS  | DR  |
|  | ---- | ------------------ | -- | -- | -- | - | -- | -- | --- | --- |
|  | 1.   | Puteolana          | 60 | 26 | 18 | 6 | 2  | 58 | 16  | 42  |
|  | 2.   | Savoia             | 55 | 26 | 17 | 4 | 5  | 45 | 20  | 25  |
|  | 3.   | Napoli United      | 52 | 26 | 16 | 4 | 6  | 48 | 17  | 31  |
|  | 4.   | Ischia             | 51 | 26 | 14 | 9 | 3  | 41 | 18  | 23  |
|  | 5.   | Frattese           | 46 | 26 | 14 | 5 | 7  | 57 | 26  | 31  |
|  | 6.   | ASSC Ercolanese    | 42 | 26 | 12 | 8 | 6  | 55 | 33  | 22  |
|  | 7.   | Albanova           | 41 | 26 | 12 | 5 | 9  | 43 | 31  | 12  |
|  | 8.   | Mondragone         | 38 | 26 | 10 | 8 | 8  | 38 | 31  | 5   |
|  | 9.   | Maddalonese        | 33 | 26 | 8  | 9 | 9  | 37 | 38  | -1  |
|  | 10.  | Real Forio         | 29 | 26 | 9  | 2 | 15 | 35 | 49  | -14 |
|  | 11.  | Sant'Antonio Abate | 27 | 26 | 8  | 3 | 15 | 35 | 59  | -24 |
|  | 12.  | Neapolis           | 23 | 26 | 6  | 5 | 15 | 30 | 50  | -20 |
|  | 13.  | Barano             | 11 | 26 | 3  | 2 | 21 | 30 | 73  | -43 |
|  | 14.  | Nuova Napoli Nord  | 0  | 26 | 0  | 0 | 26 | 8  | 100 | -92 |

Legenda:
      Candidata ad essere promossa in Serie D 2022-2023.
  Ammesse ai play-off o ai play-out.
      Retrocessa in Promozione 2022-2023.
Regolamento:
Tre punti a vittoria, uno a pareggio, zero a sconfitta.

### Risultati

#### Tabellone
Ogni riga indica i risultati casalinghi della squadra segnata a inizio della riga, contro le squadre segnate colonna per colonna (che invece avranno giocato l'incontro in trasferta). Al contrario, leggendo la colonna di una squadra si avranno i risultati ottenuti dalla stessa in trasferta, contro le squadre segnate in ogni riga, che invece avranno giocato l'incontro in casa.
|                    | ALB  | BAR  | FRA  | ERC  | ISC  | MAD  | MON  | NAP  | NEA  | NNN  | PUT  | RFR  | SAA  | SAV  |
| ------------------ | ---- | ---- | ---- | ---- | ---- | ---- | ---- | ---- | ---- | ---- | ---- | ---- | ---- | ---- |
| Albanova           | –––– | -    | -    | -    | -    | -    | -    | -    | -    | -    | 0-0  | -    | -    | 0-1  |
| Barano             | -    | –––– | -    | -    | -    | -    | -    | -    | -    | -    | 0-3  | -    | -    | 0-3  |
| Frattese           | -    | -    | –––– | -    | -    | -    | -    | -    | -    | -    | 1-1  | -    | -    | 0-3  |
| Ercolanese         | -    | -    | -    | –––– | -    | -    | -    | -    | -    | -    | 3-1  | -    | -    | 1-0  |
| Ischia             | -    | -    | -    | -    | –––– | -    | -    | -    | -    | -    | 0-1  | -    | -    | 0-0  |
| Maddalonese        | -    | -    | -    | -    | -    | –––– | -    | -    | -    | -    | 0-2  | -    | -    | 0-0  |
| Mondragone         | -    | -    | -    | -    | -    | -    | –––– | -    | -    | -    | 1-1  | -    | -    | 0-2  |
| Napoli United      | -    | -    | -    | -    | -    | -    | -    | –––– | -    | -    | 0-0  | -    | -    | 1-0  |
| Neapolis           | -    | -    | -    | -    | -    | -    | -    | -    | –––– | -    | 0-3  | -    | -    | 0-3  |
| Nuova Napoli Nord  | -    | -    | -    | -    | -    | -    | -    | -    | -    | –––– | 0-2  | -    | -    | 1-2  |
| Puteolana          | 1-0  | 4-1  | 2-1  | 4-2  | 2-1  | 4-0  | 1-1  | 0-2  | 3-1  | 7-0  | –––– | 4-1  | 5-0  | 1-0  |
| Real Forio         | -    | -    | -    | -    | -    | -    | -    | -    | -    | -    | 0-1  | –––– | -    | 4-0  |
| Sant'Antonio abate | -    | -    | -    | -    | -    | -    | -    | -    | -    | -    | 0-4  | -    | –––– | 2-4  |
| Savoia             | 4-2  | 1-3  | 1-0  | 2-0  | 1-1  | 4-1  | 3-1  | 1-0  | 3-0  | 1-0  | 1-1  | 2-1  | 3-0  | –––– |

### Spareggi

#### Play-out
|            | Risultati |                    | Luogo e data          |
| ---------- | --------- | ------------------ | --------------------- |
| Real Forio | 0-1       | Sant'Antonio Abate | Forio, 30 aprile 2022 |

## Girone C

### Squadre partecipanti
| Club               | Città                      | Stadio                                  | Stagione precedente          |
| ------------------ | -------------------------- | --------------------------------------- | ---------------------------- |
| Agropoli           | Agropoli (SA)              | Stadio Comunale Raffaele Guariglia      | 3º in Eccellenza Campania/E  |
| Alfaterna          | Nocera Inferiore (SA)      | Stadio Karol Wojtyła (Nocera Superiore) | 12º in Eccellenza Campania/C |
| Angri              | Angri (SA)                 | Stadio Pasquale Novi                    | 10º in Eccellenza Campania/C |
| Buccino Volcei     | Buccino (SA)               | Stadio Paolino Via                      | 7° in Eccellenza Campania/C  |
| Calpazio           | Capaccio Paestum (SA)      | Stadio Comunale Tenente M. Vaudano      | 1° in Eccellenza Campania/C  |
| Castel San Giorgio | Castel San Giorgio (SA)    | Stadio Domenico Sessa                   | 6º in Eccellenza Campania/C  |
| Costa D'Amalfi     | Amalfi (SA)                | Stadio San Martino (Maiori)             | 6° in Eccellenza Campania/C  |
| Faiano             | Pontecagnano Faiano (SA)   | Stadio Nuova Primavera (Bellizzi)       | 5º in Eccellenza Campania/E  |
| San Marzano Calcio | San Marzano sul Sarno (SA) | Stadio Pasquale Novi (Angri)            | 1° in Promozione Campania/E  |
| Salernum Baronissi | Baronissi (SA)             | Stadio G. Figliolia                     | 8º in Eccellenza Campania/C  |
| Sant'Agnello       | Sant'Agnello (NA)          | Stadio Comunale                         | 5° in Eccellenza Campania/C  |
| Scafatese          | Scafati (SA)               | Stadio comunale 28 settembre 1943       | 3º in Eccellenza Campania/C  |
| Vico Equense       | Vico Equense (NA)          | Stadio Massaquano                       | 6º in Eccellenza Campania/C  |
| Virtus Cilento     | Stella Cilento (SA)        | Stadio Ardisani (Casal Velino)          | 1º in Eccellenza Campania/E  |

### Classifica finale
|  | Pos. | Squadra            | Pt | G  | V  | N | P  | GF | GS | DR  |
|  | ---- | ------------------ | -- | -- | -- | - | -- | -- | -- | --- |
|  | 1.   | Angri              | 66 | 26 | 21 | 3 | 2  | 76 | 15 | 31  |
|  | 2.   | San Marzano (-1)   | 61 | 26 | 19 | 5 | 2  | 73 | 17 | 56  |
|  | 3.   | Agropoli           | 56 | 26 | 17 | 5 | 4  | 54 | 19 | 35  |
|  | 4.   | Scafatese          | 52 | 26 | 15 | 7 | 4  | 45 | 23 | 22  |
|  | 5.   | Buccino Volcei     | 40 | 26 | 12 | 4 | 10 | 48 | 39 | 9   |
|  | 6.   | Vico Equense       | 35 | 26 | 10 | 5 | 11 | 36 | 46 | -10 |
|  | 7.   | Sant'Agnello       | 33 | 26 | 10 | 3 | 13 | 40 | 49 | -9  |
|  | 8.   | Costa D'Amalfi     | 30 | 26 | 7  | 9 | 10 | 23 | 27 | -4  |
|  | 9.   | Faiano             | 30 | 26 | 7  | 9 | 10 | 31 | 38 | -7  |
|  | 10.  | Alfaterna          | 30 | 26 | 9  | 3 | 14 | 40 | 52 | -13 |
|  | 11.  | Castel San Giorgio | 29 | 26 | 8  | 5 | 13 | 40 | 46 | -6  |
|  | 12.  | Salernum Baronissi | 26 | 26 | 7  | 5 | 14 | 24 | 50 | -26 |
|  | 13.  | Calpazio           | 17 | 26 | 4  | 5 | 17 | 21 | 56 | -35 |
|  | 14.  | Virtus Cilento     | 5  | 26 | 1  | 2 | 23 | 17 | 89 | -72 |

Legenda:
      Candidata ad essere promossa in Serie D 2021-2022.
  Ammesse ai play-off o ai play-out.
      Retrocessa in Promozione 2021-2022.
Regolamento:
Tre punti a vittoria, uno a pareggio, zero a sconfitta.
Note:
Il San Marzano ha scontato 1 punto di penalizzazione.

### Risultati

#### Tabellone
Ogni riga indica i risultati casalinghi della squadra segnata a inizio della riga, contro le squadre segnate colonna per colonna (che invece avranno giocato l'incontro in trasferta). Al contrario, leggendo la colonna di una squadra si avranno i risultati ottenuti dalla stessa in trasferta, contro le squadre segnate in ogni riga, che invece avranno giocato l'incontro in casa.
|                    | AGR  | ALF  | ANG  | BUC  | CAL  | CAS  | COS  | FAI  | SAM  | SAL  | SAG  | SCA  | VIC  | VIR  |
| ------------------ | ---- | ---- | ---- | ---- | ---- | ---- | ---- | ---- | ---- | ---- | ---- | ---- | ---- | ---- |
| Agropoli           | –––– | -    | -    | -    | -    | -    | -    | -    | -    | -    | -    | -    | -    | -    |
| Alfaterna          | -    | –––– | -    | -    | -    | -    | -    | -    | -    | -    | -    | -    | -    | -    |
| Angri              | -    | -    | –––– | -    | -    | -    | -    | -    | -    | -    | -    | -    | -    | -    |
| Buccino Volcei     | -    | -    | -    | –––– | -    | -    | -    | -    | -    | -    | -    | -    | -    | -    |
| Calpazio           | -    | -    | -    | -    | –––– | -    | -    | -    | -    | -    | -    | -    | -    | -    |
| Castel San Giorgio | -    | -    | -    | -    | -    | –––– | -    | -    | -    | -    | -    | -    | -    | -    |
| Costa D'Amalfi     | -    | -    | -    | -    | -    | -    | –––– | -    | -    | -    | -    | -    | -    | -    |
| Faiano             | -    | -    | -    | -    | -    | -    | -    | –––– | -    | -    | -    | -    | -    | -    |
| S. Marzano         | -    | -    | -    | -    | -    | -    | -    | -    | –––– | -    | -    | -    | -    | -    |
| Salernum Baronissi | -    | -    | -    | -    | -    | -    | -    | -    | -    | –––– | -    | -    | -    | -    |
| Sant'Agnello       | -    | -    | -    | -    | -    | -    | -    | -    | -    | -    | –––– | -    | -    | -    |
| Scafatese          | -    | -    | -    | -    | -    | -    | -    | -    | -    | -    | -    | –––– | -    | -    |
| Vico Equense       | -    | -    | -    | -    | -    | -    | -    | -    | -    | -    | -    | -    | –––– | -    |
| Virtus Cilento     | -    | -    | -    | -    | -    | -    | -    | -    | -    | -    | -    | -    | -    | –––– |

### Spareggi

#### Play-out
|           | Risultati |                    | Luogo e data                     |
| --------- | --------- | ------------------ | -------------------------------- |
| Faiano    | 1-2 (dts) | Salernum Baronissi | Bellizzi, 1º maggio 2022         |
| Alfaterna | 2-3       | Castel San Giorgio | Nocera Inferiore, 30 aprile 2022 |

## Girone finale Promozione
La prima in classifica di ognuno dei tre gironi si gioca, in questo girone finale Promozione, l'ingresso in Serie D. Si qualificano le prime due, mentre la terza e ultima classificata si qualifica per gli spareggi nazionali come "miglior seconda classificata" o "squadra seconda classificata nº 1".
Dopo i 90 minuti, se il risultato è in parità, si andrà ai tiri di rigore e la vincente avrà 2 punti mentre la perdente 1 punto. 

### Classifica
|  | Pos. | Squadra   | Pt | G | V | N | P | GF | GS | DR |
|  | ---- | --------- | -- | - | - | - | - | -- | -- | -- |
|  | 1.   | Palmese   | 4  | 2 | 0 | 2 | 0 | 3  | 3  | +0 |
|  | 2.   | Puteolana | 3  | 2 | 0 | 2 | 0 | 1  | 1  | +0 |
|  | 3.   | Angri     | 2  | 2 | 0 | 2 | 0 | 2  | 2  | +0 |

Legenda:
       Promossi in Serie D 2022-2023.
 ammesso agli spareggi nazionali.

### Risultati
|           | Risultati       |           | Luogo e data                   |
| --------- | --------------- | --------- | ------------------------------ |
| Palmese   | 1 - 1 (3-0 dtr) | Puteolana | Palma Campania, 1º maggio 2022 |
| Angri     | 2 - 2 (3-4 dtr) | Palmese   | Angri, 8 maggio 2022           |
| Puteolana | 0 - 0 (4-3 dtr) | Angri     | Pozzuoli, 15 maggio 2022       |
|           |                 |           |                                |

## Play-off
|  | Quarti | Quarti                | Quarti |             |             | Semifinali    | Semifinali    | Semifinali  |   |  | Finale | Finale | Finale |
|  |        |                       |        |             |             |               |               |             |   |  |        |        |        |
|  |        | San Marzano           | 1      |             |             |               |               |             |   |  |        |        |        |
|  |        | San Marzano           | 1      |             |             |               |               |             |   |  |        |        |        |
|  |        | Ischia                | 0      |             |             |               |               |             |   |  |        |        |        |
|  |        | Ischia                | 0      | San Marzano | San Marzano | 1             |               |             |   |  |        |        |        |
|  |        |                       |        | San Marzano | San Marzano | 1             |               |             |   |  |        |        |        |
|  |        |                       |        |             |             | Agropoli      | Agropoli      | 0           |   |  |        |        |        |
|  |        | Agropoli              | 3      |             |             | Agropoli      | Agropoli      | 0           |   |  |        |        |        |
|  |        |                       |        |             |             |               |               |             |   |  |        |        |        |
|  |        | Lions MM Montemiletto | 1      |             |             |               |               |             |   |  |        |        |        |
|  |        |                       |        |             |             |               | San Marzano   | San Marzano | 3 |  |        |        |        |
|  |        |                       |        |             |             |               |               |             | 3 |  |        |        |        |
|  |        |                       |        |             |             |               |               |             |   |  | Savoia | Savoia | 1      |
|  |        | Savoia                | 1      |             |             |               |               |             |   |  | Savoia | Savoia | 1      |
|  |        | Savoia                | 1      |             |             |               |               |             |   |  |        |        |        |
|  |        | Scafatese             | 1      |             |             |               |               |             |   |  |        |        |        |
|  |        | Scafatese             | 1      | Savoia      | Savoia      | 1             |               |             |   |  |        |        |        |
|  |        |                       |        | Savoia      | Savoia      | 1             |               |             |   |  |        |        |        |
|  |        |                       |        |             |             | Napoli United | Napoli United | 1           |   |  |        |        |        |
|  |        | Audax Cervinara       | 1      |             |             | Napoli United | Napoli United | 1           |   |  |        |        |        |
|  |        | Audax Cervinara       | 1      |             |             |               |               |             |   |  |        |        |        |
|  |        | Napoli United         | 2      |             |             |               |               |             |   |  |        |        |        |
|  |        | Napoli United         | 2      |             |             |               |               |             |   |  |        |        |        |

### Quarti
|                 | Risultati |                       | Luogo e data                     |
| --------------- | --------- | --------------------- | -------------------------------- |
| San Marzano     | 1-0       | Ischia                | Angri, 1º maggio 2022            |
| Savoia          | 1-1       | Scafatese             | Torre Annunziata, 30 aprile 2022 |
| Audax Cervinara | 1-2       | Napoli United         | Cervinara, 8 maggio 2022         |
| Agropoli        | 3-1       | Lions MM Montemiletto | Agropoli, 1º maggio 2022         |

### Semifinali
|             | Risultati |               | Luogo e data                     |
| ----------- | --------- | ------------- | -------------------------------- |
| San Marzano | 1-0       | Agropoli      | Angri, 14 maggio 2022            |
| Savoia      | 1-1       | Napoli United | Torre Annunziata, 15 maggio 2022 |

### Finale
|             | Risultati |        | Luogo e data          |
| ----------- | --------- | ------ | --------------------- |
| San Marzano | 3-1       | Savoia | Angri, 21 maggio 2022 |